# 張體安
張體安（1897年—1974年10月11日），字：子靜，又名子清，河南省博愛縣人，生於1897年（清光緒23年，民國前15年），於1974年10月11日辭世。為一位中華民國軍事將領(上將)。

## 生平
早年在家鄉訓練團防，日軍侵華，張體安與妻子趙蘭花等組成游擊軍，與日軍週旋，成功牽制日軍。後所部改編為第九師，任將軍師長。黃埔軍校正期生，曾參與湯陰保衛戰。
民國38年（西元1949）來台，最開始與其妻擺地攤。後其因為官清正，為謀生計，向戰友李振清借5兩黃金，並找了兩位精通北平菜料理的廚師，之後在臺北市中華路的鐵道旁承租了兩間竹棚店面，開設了「真北平」餐廳。民國50年（西元1961年），臺北中華商場，真北平餐廳遷入位於成都路長沙街口的「義」棟大樓。包括蔣經國、陳立夫、于右任在內的知名人物都曾蒞臨此店面。
民國55年（西元1966年），與王宗山、郝立緒、李鴻超、張逢喜四位黨國元老，共辦創校明新科技大學。